# Non-game
Non-game – klasa oprogramowania z pogranicza gier komputerowych i zabawek. Termin ten stworzony został przez prezesa Nintendo Satoru Iwatę, który opisał pojęcie jako „formę rozrywki, w której tak naprawdę nie istnieje zwycięzca ani nawet sensowne zakończenie”. Projektant Will Wright produkcje takie określał mianem „zabawkowego oprogramowania” (ang. software toy). Główną różnicą pomiędzy wspomnianym rodzajem a tradycyjnymi grami komputerowymi jest brak celów, wyzwań i zadań, co pozwala graczom w większym stopniu wyrazić samych siebie poprzez rozgrywkę, jako że sami mogą ustalać cele do osiągnięcia.
Produkcje tego typu są obecne od początku istnienia gier komputerowych, chociaż początkowo nie były określane takim mianem. Wśród wczesnych produkcji tego typu można wymienić np. I, Robot z 1984, w którym znalazł się specjalny tryb nazywany „Doocle City”. W styczniu 1984 w magazynie „ANALOG Computing” Joel Gluck zamieścił w prowadzonej przez siebie kolumnie poświęconej projektowaniu gier komputerowych prostą zabawkę nazywaną Bounce. Pozwalała ona użytkownikom na rysowanie niskiej jakości linii, a następnie wypuszczenie dysku na stałe pozostawiającego po sobie ślad podczas poruszania się po ekranie, tworzącego wzory podczas odbijania się od przeszkód. Program zaprojektowany został tak, żeby nie miał żadnych celów poza tymi, które wymyślili gracze. W „ANALOG-u” pojawiło się jeszcze kilka innych wersji Bounce, w tym m.in. dodająca więcej dysków.
Will Wright, twórca gry symulacyjnej SimCity z 1989, nazwał ją zabawkowym oprogramowaniem, ponieważ nie posiadała ona żadnych ostatecznych celów, nie licząc dodanych w późniejszym czasie scenariuszy mających sprawić, że w większym stopniu będzie przypominała grę komputerową.
Szeroki wybór japońskich produkcji na konsole Nintendo DS i Wii przyczynił się do rosnącej liczby tzw. graczy casualowych.